# センビーン・ゴンチグソムラー
センビーン・ゴンチグソムラー（モンゴル語: Сэмбийн Гончигсумлаа, ラテン文字：Sembiin Gonchigsumlaa、1915年2月18日 - 1991年2月25日）は、モンゴルの作曲家。

## 略歴
バヤンホンゴル県出身。ウランバートルとイルクーツクで学んだ後、故郷で教師、通訳、獣医として働いた。1943年から1950年までモスクワ音楽院で作曲と指揮を学び、帰国後の1960年にウランバートル国立劇場の音楽監督に任命された。またモンゴル作曲家連盟の議長も務めた。作品にはオペラ、バレエ、交響曲、ピアノ曲などがある。

## 文献
- Alfred Baumgartner: Propyläen Welt der Musik, Band 2 ISBN 3549078323, S. 482